# Atari ST
Atari ST je serija kućnih/osobnih računala koja su bila popularna između 1985. i ranih 90-tih godina 20. stoljeća. Proizvodila ih je američka tvrtka Atari. 

## Povijest
Nakon preuzimanja Atarija od tvrtke Warner Bros. 1984.,  bivši čelnik tvrtke Commodore Jack Tramiel bacio se na posao da razvije novo računalo koje će konkurirati Apple Macintoshu. Tramiel je imao na umu razviti 32-bitno računalo, no mikroprocesor koji je bio izabran,National Semiconductor NS32032, nije bio dostupan u dovoljnim količinama i bio je nepovoljne cijene, a usto je bio sporiji nego 16-bitni Motorola 68000. Glavni konstruktorski tim bio je predvođen Shirazom Shivjiem. U cilju ubrzavanja vremena do izlaska na tržište Jack Tramiel i Shiraz Shivji koristili su standardne komponente, s minimalnim brojem posebno naručenih integriranih krugova, tako da je osnovno računalo bilo sačinjeno od:
- mikroprocesora Motorola 68000
- ulazno izlaznih krugova nabavljenih od Motorole
- zvučnog integriranog kruga Yamaha YM2149 koji je bio kopija poznatog zvučnog kruga General Instrument AY-3-8910
- serijskog izlaza
- izlaza za MIDI
- podrške za disketni pogon preko Western Digitalovog integriranog kruga WD1772
- tri posebna kruga za: grafiku, DMA, te poseban podsistem za interupte (IRQ)

### Razvoj operacijskog sustava
Za operacijski sustav Atari je potražio što je prvo bilo na tržištu.  Microsoft je stupio u kontakt s Tramielom u cilju da se Microsoft Windows, koji je bio u razvoju, prebaci na novi stroj koji je Atari razvijao. Ovaj prijedlog Atari je odbio zbog dalekog datuma kada je Microsoft trebao završiti razvoj, a Atari je trebao operacijski sustav odmah. Rješenje je kasnije bilo pronađeno u tvrtki Digital Research (DR) koja je razvila CP/M operacijski sustav, i u tom trenutku radila na novom operacijskom sustavu Crystal, zasnovanom na grafičkom korisničkom sučelju, kasnije poznatom kao GEM. Digital Research je također radio na operacijskom sustavu koji je trebao biti kompatibilan s MS-DOS zvan GEMDOS i koji je trebao pogoniti GEM na IBM PC računalima. Atari je odlučio da se vrijeme i novac uloži u prebacivanje GEM i GEMDOSa na novu platformu, no s obzirom na to da DR nije bio zainteresiran za ovaj projekt, Atari je poslao tim softverskih inženjera da se zabave ovim problemom. Atari nije htio razviti svoj operacijski sustav zbog visokog rizika, kao i zbog dugog vremena potrebnog za razvoj složenijeg operacijskog sutava. Odluka da se koristi GEMDOS je također učinila to da su ST računala mogla čitati diskete IBM PC formata bez ikakvih dodatnih programa.
Cijeli program Atari ST razvijen je u rekordnih 5 mjeseci; cijelo sklopovlje kao i operacijski sistem. Prodajna krilatica za Atari ST računala bila je: "Power without the price" - slobodno prevedeno: snaga bez visoke cijene.

## Tehnička svojstva
Zasebna integrirana kola:
- ST Shifter - integrirano kolo za upravljanje s grafikom, i DMA kolo za zvuk
- ST GLU - GLU je skraćenica od eng. glue (ljepilo)  posebno kolo u kojem su izbjegnuta diskretna TTL 74LS za povezivanje mnogih funkcija, i s tim se smanjilo broj integriranih kola na tiskanoj ploči
- ST MMU - Memory Management Unit - inegrirano kolo za upravljanje pristupa raznih jedinica (blitter, DMA i CPU) s glavnom memorijom
- ST DMA - DMA integrirano kolo koje se rabilo za prijenos podataka između disketnih jedinica i glavne memorije

### Porodica ST
- Mikroprocessor: Motorola MC68000

- Takt: 8 MHz

- Memorija: 524.288 bajta RAM (520ST) do 4.194.304 bajta RAM (4160ST)

- Grafika: 640x400 (monokromna), 640x200 (4 boje), 320 x 200 (16 boja), paleta 512 boja

- Zvuk: 3 kanala

- Priključci: MIDI (in/out), RGB, Paralelni, RS-232, Flopy disk, Tvrdi disk, ROM kartica, igraća palica/miš, TV izlaz

- Tipkovnica: 94 tipke (QWERTZ ili QWERTY)

- Napajanje: 5V (3A), +12V (1A), -12V (30mA)

- Potrošnja: 95 W

## Atari ST u Hrvatskoj
Računala iz obitelji Atari ST bila su vrlo popularna u Hrvatskoj od njegove pojave na tržištu sve do pojave prvih jeftinijih IBM PC računala s procesorima Intel 80386 i Intel 80486. Ova računala su bila iznimno popularna u glazbenim krugovima zbog ugrađenog MIDI međuspoja te dostupnosti posebnih programa kao Cubase, te programa za stolno izdavaštvo kao što je Calamus SL kojeg su koristile mnoge novinske kuće i mali izdavači. Atari ST računala bila su također popularna kao jeftine konzole za VAX računala jer su imala ugrađeni komunikacijski program u operacijskom sustavu za oponašanje VT-100 konzole, a sadržavala su serijski izlaz koji je bio kompatibilan prema standardu RS-232 što je omogućavalo lako priključivanje.

## Inačice
- Atari 520 ST

osnovni model s 512 kB RAM-a
- Atari 520 ST+

model s 1 MB RAM-a, bez disketnog pogona
- Atari 130 ST

inačica s 128 kB RAM-a, nije nikad ušao u serijsku proizvodnju
- Atari 260 ST

u početku, model s 256 kB RAM-a, male količine prodane u Europi s memorijom od 512 kB
- Atari 520 STM

model 520ST s RF modulatorom
- Atari 520 STFM

520STM s redizajniranom matičnom pločom i ugrađenim disketnim pogonom
- Atari 1040 STF

520STFM s 1 MB RAM-a, ugrađen obostrani disketni pogon, bez RF modulatora
- Atari 1040 STFM

520STFM s 1 MB RAM-a, ugrađen obostrani disketni pogon i RF modulator
- Atari Mega (modeli 2 ST i 4 ST)

redizajnirana matična ploča s 2 ili 4 MB RAM-a, tipkovnica odvojena od kućišta, stari modeli bez BLiTTER integriranog kruga
- Atari 520 STE i 1040 STE

modeli 520STFM/1040STFM s poboljšanim zvukom, BLiTTER čipom, paletom od 4.096 boja, u starom kućištu
- Atari Mega STE

isto sklopovlje kao kod 1040STE, osim procesora na 16 MHz, SCSI kontrolera, dodatnog RS232 port, VME priključka za proširenje, TT kućište
- STacy

prijenosni ST, povučen s tržišta nedugo nakon izlaska zbog problema s baterijama
- ST Book

druga inačica prijenosnog ST-a

Ostali modeli koji su zasnovani na ST obitelji:
- Atari TT030
- Atari Falcon 030
- Atari ABAQ ili Atari Transputer Workstation
- Medusa 040, Medusa 060, Hades 040, Hades 060 - Falcon/TT srodna računala

## Vanjske poveznice
- Atari u Hrvatskoj

- Atari emulator (engleski)